# Євлахський район
Євла́хський райо́н (азерб. Yevlax) — адміністративна одиниця у центральному Азербайджані. Адміністративний центр — місто Євлах.

## Історія
Рішенням ЦВК Азербайджанської РСР 20 лютого 1935 року був утворений Євлахський район.
26 грудня 1962 року, рішенням Х сесії Верховної Ради Азербайджанської РСР, Євлахський район було ліквідовано, його територія увійшла до складу Агдашського, Бардинського та Касум-Ісмаїлівського районів. 6 січня 1965 року район знову відновлено.